# Paseo del Prado (l'Havana)

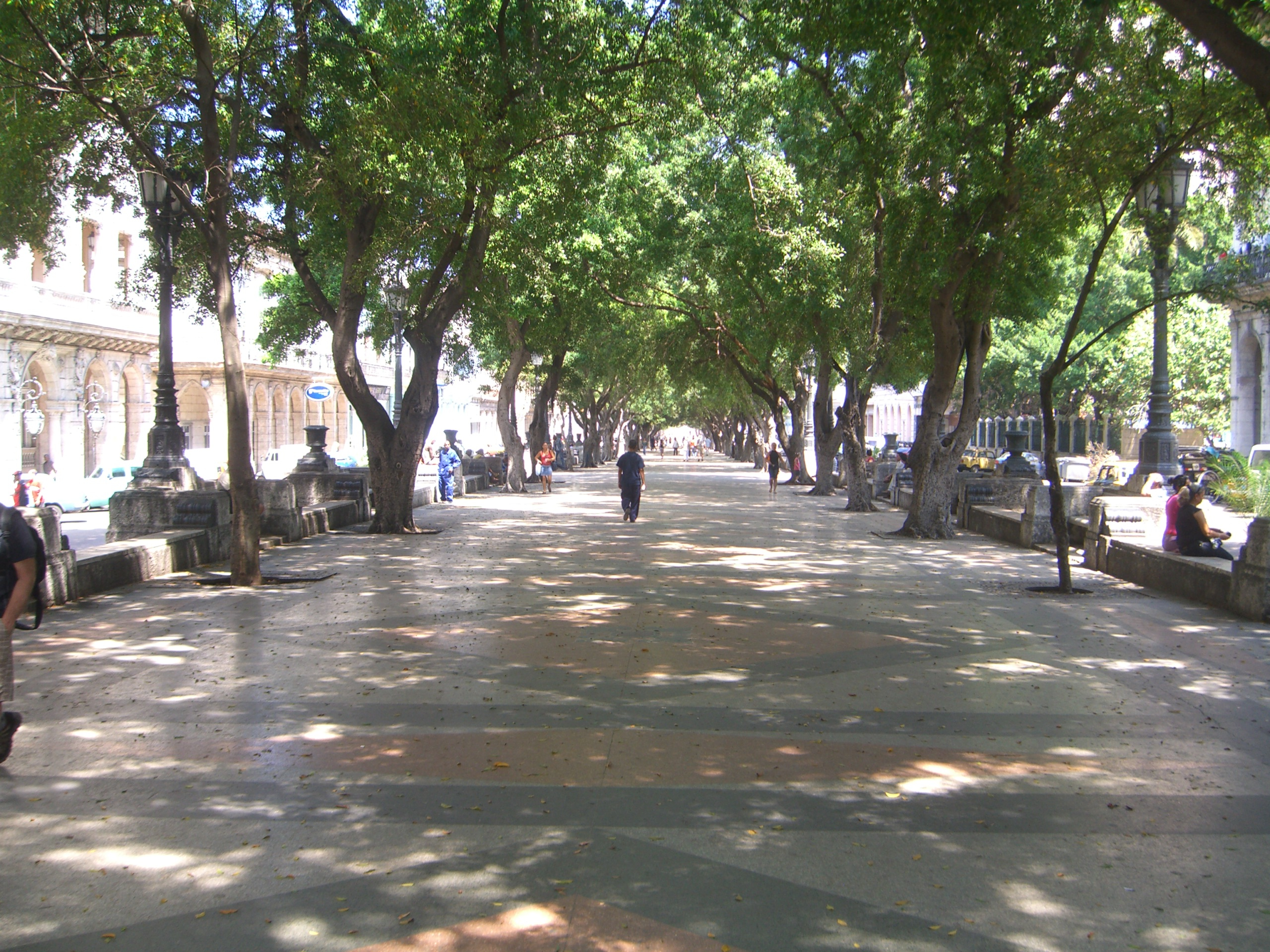
Paseo del Prado

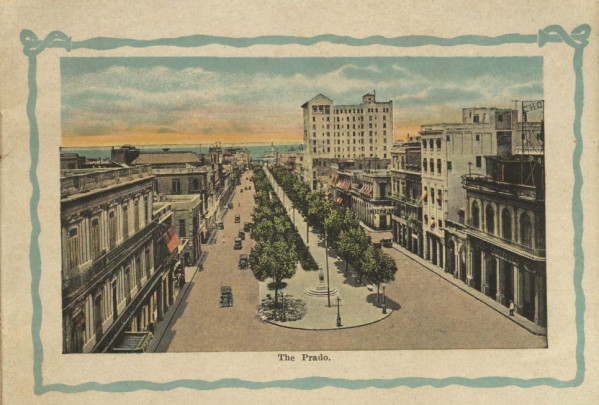
Paseo del Prado (1921-1939)

El Paseo del Prado és una avinguda a l'Havana. El seu trajecte nord-sud està situat a la concorreguda zona de l'Habana Vieja i a només una quadra del Carrer Indústria, que marca el límit amb Centro Habana, s'estén des de la Fuente de la India i la Plaça de la Fraternidad fins al Malecón. Va ser construït el 1772 sota el govern colonial del Marquès de la Torre, Capità General de l'illa. En aquells moments Cuba era una de les colònies espanyoles més florents d'Amèrica. El seu primer nom va ser el d'Alameda de Extramuros (en català Albereda d'Extramurs) o d'Isabel II, per trobar-se fora de les grans muralles que envoltaven la ciutat. A l'avinguda del Prado hi ha vuit estàtues amb figures de lleons, fetes de bronze que semblen custodiar el passeig.
Està dividit en quatre seccions fonamentals bé delimitades: el Passeig, el Parc Central, l'Esplanada del Capitoli i la plaça o Parc de la Fraternitat.

## Història

### La Colònia
Sota el Govern de Miguel Tacón (1834-1838) es va ampliar, es va fer arribar fins al litoral, que actualment és  El Malecón. També es va construir l'Edifici de la Presó, avui dia desaparegut i es va inaugurar el Teatro Tacón, actualment Gran Teatro de La Habana. El Camp de Mart (actual Parque de la Fraternidad), per a desfilades militars també data d'aquests temps. Durant el segle xix es va designar un temps a ús de vianants exclusiu.
En la segona meitat d'aquest segle es van començar a aixecar per tot el seu recorregut grans i fastuoses edificacions neoclàssiques, que van anar substituint les més antigues d'estil barroc i colonial.
El 1843 es crea el Cafè Escauriza, i en els alts, anys després, la Gelateria El Louvre que dona nom a tota la vorera.

### La República
El 1902, amb la intervenció nord-americana, es porta a terme la seva reconstrucció, i el canvi de nom a Paseo de Martí, en honor de l'apòstol de la independència de Cuba, encara que la gent el va seguir anomenant "El Prado", per costum i per la gran semblança que té amb el seu homòleg madrileny.
Amb la seva remodelació es va vincular al Parc Central i va deixar les seves seccions ben definides: una zona arbrada pels vianants amb carrers laterals, una zona viària amb aparcament i la Placeta de la Fuente de la India en un dels seus extrems.
A la cantonada del Paseo del Prado i el carrer San Miguel es va aixecar l'Hotel Telègraf, primer de l'Havana amb característiques hoteleres modernes.
En els seus límits es van ubicar construccions civils tals com societats d'esbarjo, hotels, cinemes, teatres i importants mansions d'arquitectura eclèctica, el disseny de les quals corresponien a les sol·licituds dels propietaris que tractaven d'imitar les modes arquitectòniques de Madrid, París o Viena. Es va remodelar la seva infraestructura: arbrat, mobiliari i enllumenat.
El Prado va ser el primer carrer asfaltat a l'Havana, un veritable succés per a l'època, per això es va incorporar l'automòbil en els seus passejos. En construir-se en 1929 el Capitolio de l'Havana es va eliminar una secció del passeig i es va remodelar la que es va mantenir.
La cantonada del Malecón i el Prado es va assentar l'Hotel Miramar, i més tard el Miramar Garden, centre de reunió de la joventut balladora de l'època i lloc on se celebraven mogudes baralles de boxa.
A la cantonada del carrer Carcel s'estableix l'agència dels automòbils Packard & Cunnighamm, que administrava Joan Ulloa, i en els alts va obrir les portes, el primer d'abril de 1940, el que va ser RHC Cadena Azul, del magnat cigarrer Amado Trinidad.

#### Història dels lleons del passeig

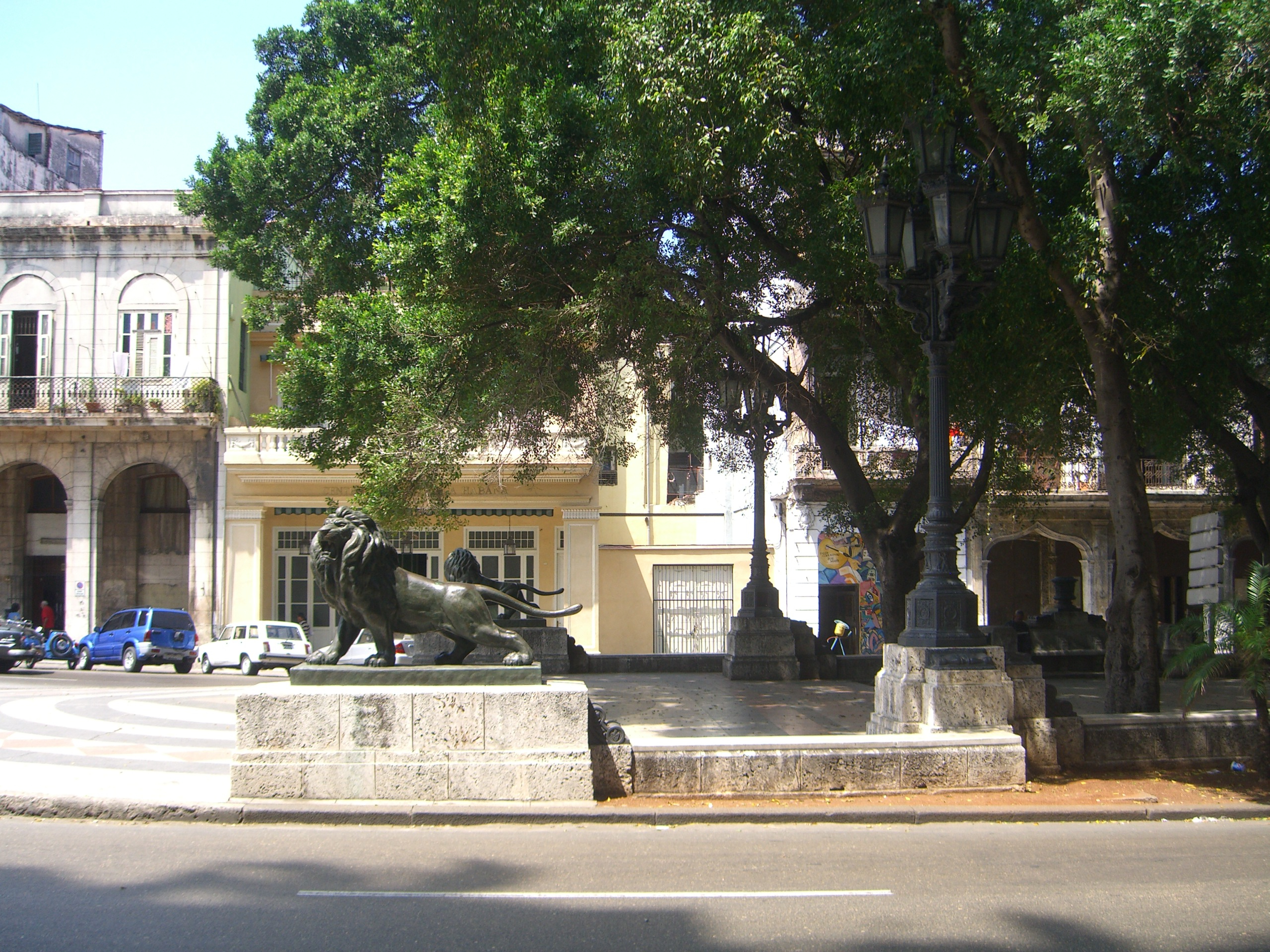
Estàtua d'un lleó del Paseo del Prado

L'Havana era el poble més important d'Espanya en el Nou Món, per al qual cosa era necessari protegir-la de corsaris i pirates. Espanya va decidir llavors enfortir la badia i va comprar centenars de canons per protegir i defensar el poble. Durant l'etapa neocolonial, es va comprovar que els canons ja no eren necessaris i es varen fondre per crear les escultures dels lleons. El 1928, el president de Cuba va encarregar l'escultor francès Jean Puiforcat i al també escultor cubà i expert fonedor de bronze Joan Comas a esculpir els lleons a gran escala per a ser col·locats al llarg del Passeig. Els Lleons segueixen aquí i són part de la Història del passeig del Prado.

### La Revolució
Des de la dècada dels 50, la majoria de les famílies riques es van mudar d'aquesta àrea als barris suburbans de  Miramar, Siboney o cèntrics com El Vedado. Després de la Revolució cubana, el passeig va ser habitat per famílies de classe mitjana i de pocs recursos, de manera que va perdre moltes de les seves virtuts com a centre de la ciutat. Aquesta situació va canviar radicalment, després de l'obertura cubana dels anys 90 i la declaració de la zona antiga de la capital cubana com Patrimoni de la Humanitat per la UNESCO, amb la reintroducció d'hotels, restaurants i bars que han fet renàixer aquesta antiga avinguda.
El Prado havaner es caracteritza en l'actualitat per la permanència d'exposicions i venda d'obres d'art de variat tipus, així com la realització d'activitats culturals.
Aquest passeig ha estat font inspiradora d'altres llocs urbans en l'actualitat, com el passeig que divideix o recrea la Villa Panamericana, construïda el 1991, com a residència i suport a aquests Jocs.